# 주가을
주가을(1994년 7월 9일 ~ )은 대한민국의 2014년 미스코리아 경남 진(眞)이다.

## 프로필
- 출생: 1994년 7월 9일
- 신체: 172.7cm, 52.1kg, 35-24-35
- 학력: 건국대학교 영화.애니메이션학과 연기전공
- 수상: 2013년 미스 경남 이로로, 2014년 미스코리아 경남 진(眞)
- 취미: 페인팅아트, 마라톤
- 특기: 스쿠버다이빙, 승마